# Plataforma per la Unitat d'Acció
La Plataforma per la Unitat d'Acció (Plataforma por la Unidad de Acción) fue un movimiento independentista catalán que se formó en 1996 por la unión de los restos de la Assemblea d'Unitat Popular que se oponían al acercamiento de la AUP a Esquerra Republicana, y los restos de la última crisis de Catalunya Lliure. Va a suponer la unión de buena parte del independentismo revolucionario catalán. Estaba construida como una federación de casales, sobre todo de la provincia de Barcelona. Fue muy activa en las luchas sociales de mediados y finales de los 90. Se restructura y tomara su actual nombre Endavant-Organització Socialista d'Alliberament Nacional (Adelante-Organización Socialista de Liberación Nacional) en el 2000.